# Les Choux
Les Choux ist eine französische Gemeinde mit 530 Einwohnern (Stand: 1. Januar 2022) im Département Loiret in der Region Centre-Val de Loire; sie gehört zum Arrondissement Montargis und zum Kanton Gien. Die Einwohner werden Choésiens genannt.

## Geographie
Les Choux liegt etwa 50 Kilometer ostsüdöstlich von Orléans am Puiseaux. Umgeben wird Les Choux von den Nachbargemeinden Langesse im Norden und Nordwesten, Nogent-sur-Vernisson im Nordosten, Boismorand im Osten, Gien im Süden, Nevoy im Südwesten, Dampierre-en-Burly im Westen sowie Le Moulinet-sur-Solin im Nordwesten.
Die Gemeinde besaß auf dem Gemeindegebiet von Boismorand einen Haltepunkt an der Bahnstrecke Moret-Veneux-les-Sablons–Lyon-Perrache, welcher heutzutage nicht mehr bedient wird.

## Bevölkerungsentwicklung
| 1962                       | 1968 | 1975 | 1982 | 1990 | 1999 | 2006 | 2018 |
| -------------------------- | ---- | ---- | ---- | ---- | ---- | ---- | ---- |
| 442                        | 564  | 332  | 350  | 377  | 451  | 497  | 519  |
| Quellen: Cassini und INSEE |      |      |      |      |      |      |      |

## Sehenswürdigkeiten

Kirche Saint-Cyr

- Kirche Saint-Cyr
- Herrenhaus Guy Lux